# 644 Cosima
644 Cosima је астероид главног астероидног појаса са пречником од приближно 19,92 .
Афел астероида је на удаљености од 3,002 астрономских јединица (АЈ) од Сунца, а перихел на 2,197 АЈ.
Ексцентрицитет орбите износи 0,154, инклинација (нагиб) орбите у односу на раван еклиптике 1,040 степени, а орбитални период износи 1531,312 дана (4,192 године).
Апсолутна магнитуда астероида је 11,13 а геометријски албедо 0,157.
Астероид је откривен 7. септембра 1907. године.